# 杨放之
杨放之（1908年—2003年4月28日），曾用名吴敏，男，河南济源人，中华人民共和国政治人物。

## 生平
杨放之早年加入中国共产党，并赴莫斯科中山大学留学。1931年回国后历任中共江苏省委党报负责人等职位，后在上海英租界被捕。两年后，经中共地下党组织呼救而出狱，历任中共中央文委委员、延安解放日报副总编、新闻编辑部部长、人民日报总编辑等职位。1950年，出任政务院财经委员会副秘书长、计划局副局长、政务院专家工作局局长等职位。1954年，出任国务院副秘书长兼秘书厅主任、国务院外国专家局局长。